# Luca Marinelli
Luca Marinelli (Roma, 22 de outubro de 1984) é um ator italiano. Ganhou o David di Donatello de Melhor Ator Coadjuvante por Lo chiamavano Jeeg Robot e a Coppa Volpi de Melhor Performance Masculina por Martin Eden.

## Biografia
Filho do dublador Eugenio Marinelli, em 2003 frequentou um curso de roteiro e atuação com Guillermo Glanc, e no ano seguinte se formou no liceo classico Cornelio Tacito em Roma. Em 2006 ingressou na Accademia Nazionale d'Arte Drammatica Silvio D'Amico, onde obteve o diploma acadêmico em 2009. Teve sua estreia no mundo da atuação em 2008, em um episódio da segunda temporada da série dramática I Cesaroni, onde fez uma participação especial. Ele alcançou a notoriedade em 2010, fazendo o papel de Mattia, protagonista de La solitudine dei numeri primi. Em 2013, foi indicado ao prêmio David di Donatello, ao Nastro d'Argento, e ao Globo de Ouro italiano como Melhor Ator pelo filme Tutti i santi giorni . Também em 2013 foi escolhido para representar a Itália na seção Shooting Stars do Festival de Cinema de Berlim.
Em 2015 estrelou o último longa-metragem de Claudio Caligari, Non essere cattivo, onde interpreta o protagonista Cesare. Por sua interpretação, ganhou o Prêmio Pasinetti de Melhor Ator no 72º Festival de Cinema de Veneza e recebeu uma segunda indicação para o David di Donatello em 2016 . Ainda em 2015 estrelou Lo chiamavano Jeeg Robot, dirigido por Gabriele Mainetti, onde interpretou o antagonista "Lo Zingaro". Por sua atuação, Marinelli ganhou seu primeiro David di Donatello como melhor ator coadjuvante, além de um Nastro d'Argento e um Ciak d'oro na mesma categoria, e o Prêmio Persol de Personalidade do Ano neste primeiro evento. Em 2017 interpretou o cantor Fabrizio De André na minissérie biográfica Fabrizio De André: Principe libero.
Também em 2017 participou da série de televisão americana Trust, do canal FX, dirigida por Danny Boyle, onde interpreta o papel de Primo, um membro assassino da 'ndrangheta envolvido no sequestro de John Paul Getty III . Em 2019 interpretou o protagonista Martin Eden no filme homônimo dirigido por Pietro Marcello, baseado no romance homônimo de Jack London; papel que lhe deu a Coppa Volpi de melhor interpretação masculina no 76º Festival Internacional de Cinema de Veneza.

## Vida privada
É casado com a atriz e médica alemã Alissa Jung. Os dois se conheceram no set da minissérie bíblica Maria de Nazaré, onde interpretaram Maria e José.

## Filmografia

### Cinema
| Ano  | Título                             | Papel                       | Direção                                       | Anotações |
| ---- | ---------------------------------- | --------------------------- | --------------------------------------------- | --- |
| 2010 | La solitudine dei numeri primi     | Mattia                      | Saverio Costanzo                              | Baseado no romance homônimo de Paolo Giordano |
| 2011 | L'ultimo terrestre                 | Roberta                     | Gian Alfonso Pacinotti                        | |
| 2011 | Waves                              | Gabriele                    | Corrado Sassi                                 | |
| 2011 | Nina                               | Fabrizio                    | Elisa Fuksas                                  | |
| 2012 | Tutti i santi giorni               | Guido Caselli               | Paolo Virzì                                   | |
| 2013 | A Grande Beleza                    | Andrea                      | Paolo Sorrentino                              | |
| 2013 | Il mondo fino in fondo             | Loris                       | Alessandro Lunardelli                         | |
| 2015 | Non essere cattivo                 | Cesare                      | Claudio Caligari                              | Festival de Cinema de Veneza 2015 - Prêmio Pasinetti de Melhor Ator Bobbio Film Festival 2016 - Prêmio de Melhor Ator |
| 2015 | Lo chiamavano Jeeg Robot           | Fabio Cannizzaro/Lo Zingaro | Gabriele Mainetti                             | David di Donatello 2016 - Melhor Ator Coadjuvante Nastri d'argento 2016 - Melhor Ator Coadjuvante Ciak d'oro 2016 - Melhor ator coadjuvante |
| 2016 | Slam: Tutto per una ragazza        | Valerio                     | Andrea Molaioli                               | Ciak d'oro 2017 - Melhor Ator Coadjuvante |
| 2017 | Il padre d'Italia                  | Paolo                       | Fabio Mollo                                   | Nastri d'Argento 2017 - Indicação de Melhor Ator Globo d'oro 2017 - Indicação de Melhor Ator |
| 2017 | Lasciati andare                    | Ettore                      | Francesco Amato                               | Ciak d'oro 2017 - Melhor Ator Coadjuvante |
| 2017 | Una questione privata              | Milton                      | Paolo Taviani                                 | Globo d'oro 2018 - Melhor Ator |
| 2018 | Fabrizio De André: Principe libero | Fabrizio De André           | Luca Facchini                                 | David di Donatello 2019 - Indicação de Melhor Ator |
| 2018 | Ricordi?                           | Lui                         | Valerio Mieli                                 | |
| 2019 | Martin Eden                        | Martin Eden                 | Pietro Marcello                               | Festival de Cinema de Veneza 2019 - Coppa Volpi por melhor interpretação masculina Prémios do Cinema Europeu 2020 - Indicação de Melhor Ator David di Donatello 2020 - Indicação de Melhor Ator em um Papel Principal Nastri d'Argento 2020 - Indicação de Melhor Ator Globi d'oro 2020 - Indicação de Melhor Ator Ciak d'oro 2020 - Indicação de Melhor Ator |
| 2020 | The Old Guard                      | Nicky/Nicolò di Genova      | Gina Prince-Bythewood                         | |
| 2021 | Diabolik                           | Diabolik                    | Marco e Antonio Manetti                       | Baseado na série de histórias em quadrinhos homônima |
| 2022 | Le otto montagne                   | Pietro                      | Felix van Groeningen, Charlotte Vandermeersch | Baseado no romance homônimo de Paolo Cognetti |

### Televisão
| Ano  | Título                | Papel          | Anotações                                            |
| ---- | --------------------- | -------------- | ---------------------------------------------------- |
| 2008 | I Cesaroni            |                | Participação especial, episódio 2x09                 |
| 2008 | Provaci ancora prof!  | Fabrizio       | Participação especial, episódio 6x03                 |
| 2009 | Butta la luna         |                | Participação especial, episódio 3x02                 |
| 2012 | Maria di Nazaret      | José           | Minissérie                                           |
| 2016 | Die Pfeiler der Macht | Mickey Miranda | Baseada no livro Uma Fortuna Perigosa de Ken Follett |
| 2018 | Trust                 | Primo Nizzuto  | Baseada no sequestro de John Paul Getty III          |

### Videoclipe
- Niente di strano, single de Giorgio Poi, dir. Francesco Lettieri (2016)

### Teatro
- Amen (2006)
- Fedra's Love (2007)
- Tempo scaduto (2008)
- I Blues (2008)
- I Mostri Di Fedra (2008)
- Arianna a Nasso (2008)
- Waterproof (2008)
- I Monologhi (2008)
- I Sette a Tebe (2008)
- Fantasia Allerchina (2009)
- Sogno di una notte d'estate (Sonho de uma noite de verão), dir. Carlo Cecchi (2009-2010 e 2011-2012)

### Audiolivro
- (em italiano) O Complexo de Portnoy de Philip Roth, Emons Audiobooks (2017)